# Iberolacerta
Iberolacerta — рід ящірок родини ящіркових (Lacertidae). Представники цього роду трапляються у горах Південної Європи. Більшість видів поширені на півдні Франції, в Іспанії і Португалії, і лише один вид Iberolacerta horvathi — на півночі Італії, півдні Австрії, у Словенії та Хорватії.

## Опис
Iberolacerta — невеликі ящірки, довжина голови й тіла яких досягає 85 мм. Голова і тіло злегка сплощені. Дорослі самиці більші за самців. На передщелепній кістці сім-дев'ять зубів, крилоподібна — беззуба. Геміпеніс самців має вінцеподібні горбки та гачкоподібні шипи.
Основний колір ящірок коричневий або сірий, рідше зелений або блакитний. Спина має візерунок зі смугами, стрічками, темною смугою посередині спини або двома рядами крапок. Самці I. cyreni, I. galani та I. monticola мають інше забарвлення, ніж самиці, і мають зелену спину та мармурові боки. В I. monticola, I. galani та I. martinezricai синя пляма на плечовій ділянці. Черевна сторона білуватого, світло-жовтого, оранжево-жовтого або зеленого кольору, іноді з блакитним або рожевим відтінком. Перехід між забарвленням черева та бока позначено синіми крапками, за винятком I. aurelioi. Горло зазвичай такого ж кольору, як і живіт. Лише в I. aurelioi і I. horvathi горло біле, а черевце жовте. Черевна сторона може бути гладкою або мати плями. Молоді особини часто мають яскраві зеленуваті або блакитні хвости.

## Види
Рід Iberolacerta нараховує 8 видів:
- Iberolacerta aranica (Arribas, 1993)
- Iberolacerta aurelioi (Arribas, 1994)
- Iberolacerta bonnali (Lantz, 1927)
- Iberolacerta cyreni (Müller & Hellmich, 1937)
- Iberolacerta galani Arribas, Carranza & Odierna, 2006
- Iberolacerta horvathi (Méhely, 1904)
- Iberolacerta martinezricai (Arribas, 1996)
- Iberolacerta monticola (Boulenger, 1905)